# 상운중학교
상운중학교(詳雲中學校)는 경상북도 봉화군 상운면 운계리에 있었던 공립 중학교이다.

## 학교 연혁
- 1971년 1월 25일 : 상운중학교 설립 인가 (3학급)
- 1971년 2월 9일 : 초대 강신덕 교장 취임
- 1971년 3월 5일 : 1971학년도 신입생 입학 (236명)
- 1971년 3월 22일 : 상운중학교 개교
- 1974년 1월 17일 : 제1회 졸업식 거행
- 2015년 2월 13일 : 제42회 졸업식(누계 4,370명)
- 2015년 9월 1일 : 제21대 권구석 교장 취임
- 2017년 2월 28일 : 폐교 및 인근 학교와 기숙형 중학교 청량중학교로 통합[1], 46년만에 폐업

## 참고 자료
- 상운중학교 - 한국교육학술정보원 학교알리미